# The Hills, Texas
The Hills village je naselje u američkoj saveznoj državi Teksas. Prema popisu stanovništva iz 2010. u njemu je živjelo 2.472 stanovnika.